# 泰廖威尼托
泰廖威尼托（義大利語：Teglio Veneto）是意大利威尼托大区威尼斯省的一个市镇。总面积11.52平方公里，人口2297人，人口密度199.4人/平方公里（2009年）。国家统计（ISTAT）代码为027040。